# Still Kicking: The Fabulous Palm Springs Follies
Still Kicking: The Fabulous Palm Springs Follies ist ein US-amerikanischer Dokumentarfilm aus dem Jahr 1997.

## Handlung
Der Film stellt die Revuegruppe Palm Springs Follies vor. Die Mitglieder dieser Show werden interviewt und Ausschnitte aus dem aktuellen Programm gezeigt.

## Auszeichnungen
1998 wurde der Film in der Kategorie Bester Dokumentar-Kurzfilm für den Oscar nominiert

## Hintergrund
Die Premiere fand am 10. August 1997 beim Palm Springs International ShortFest statt.